# LV-4001
La LV-4001 (Lleida Veïnal 4001), és una carretera de la Xarxa de Carreteres del Pirineu, situada a la comarca de l'Alt Urgell. És una carretera antigament anomenada veïnal, actualment gestionada per la Diputació de Lleida. La L correspon a la demarcació territorial de Lleida, i la V a la seva antiga categoria.
Té l'origen a la carretera C-14 a l'Hostal Nou, a prop i al nord de Sant Andreu de Tresponts, en el seu punt quilomètric 166,7, i en un traçat de 12,4 quilòmetres mena fins al poble de Montan de Tost. Discorre pels termes municipals de Fígols i Alinyà i de Ribera d'Urgellet, i en 12,4 quilòmetres de recorregut salva un desnivell de 574,3 metres. Entre el quilòmetre 1 i el 9 enllaça 18 revolts molt tancats mitjançant els quals guanya la major part de l'alçada que supera la carretera. Aquesta carretera té continuïtat per una pista que mena a Coll d'Arnat i per una altra que mena als pobles del Tossal i del Coll. Poc abans d'arribar a Montan de Tost troba un trencall pel qual s'arriba al poble d'Espalagueró.

## Recorregut
| Tipus de Sortida | Direcció de la sortida | Carretera que hi enllaça | Km   |
| ---------------- | ---------------------- | ------------------------ | ---- |
| LV-4001          | Creuament              | C-14                     | 0    |
|                  | Montan de Tost         |                          | -    |
|                  | Espalagueró            |                          | -    |
|                  | El Tossal, El Coll     |                          | -    |
|                  | Colldarnat             |                          | -    |
|                  | Barceloneta            | Carretera Local          | 12,4 |